# Chloroclystis woodjonesi
Pasiphilodes subtrita là một loài bướm đêm trong họ Geometridae.